# Lức
Lức hay còn gọi là Sài hồ nam, (danh pháp khoa học: Pluchea pteropoda) là một loài thực vật có hoa trong họ Cúc. Loài này được Hemsl. ex Hemsl. miêu tả khoa học đầu tiên năm 1888.